# Mercey-le-Grand
Mercey-le-Grand ist eine französische Gemeinde mit 531 Einwohnern (Stand: 1. Januar 2022) im Département Doubs in der Region Bourgogne-Franche-Comté.

## Geographie
Mercey-le-Grand liegt auf 294 m, etwa 22 Kilometer westlich der Stadt Besançon (Luftlinie). Das Dorf erstreckt sich nordwestlich von Saint-Vit auf einer Hochfläche in der leicht gewellten Landschaft zwischen den Flussläufen von Doubs im Süden und Ognon (im Norden).
Die Fläche des 6,56 km² großen Gemeindegebiets umfasst einen Abschnitt nördlich des Doubstals. Die teils mit Acker- und Wiesland, teils mit Wald bestandene Landschaft zeigt nur geringe Reliefunterschiede. Über die Hochfläche verläuft die Wasserscheide zwischen Doubs und Ognon. Mit 302 m wird auf der Anhöhe östlich des Dorfes die höchste Erhebung von Mercey-le-Grand erreicht. Im Süden befinden sich die Waldgebiete von Bois Saucy und Bois des Groseillers. Nach Osten erstreckt sich das Gemeindeareal in das Quellgebiet des Ruisseau du Breuil (linker Zufluss des Ognon). An der Grenze zur Nachbargemeinde Romain entspringt das Flüsschen Arne, das zum Doubs entwässert.
Zu Mercey-le-Grand gehören der Ort Cottier (260 m) im Quellgebiet des Ruisseau du Breuil sowie einige Einzelhöfe. Nachbargemeinden von Mercey-le-Grand sind Étrabonne und Lantenne-Vertière im Norden, Ferrières-les-Bois und Berthelange im Osten, Évans und Le Petit-Mercey im Süden sowie Romain im Westen.

## Geschichte
Verschiedene Funde weisen darauf hin, dass das Gemeindegebiet von Mercey-le-Grand bereits in gallorömischer Zeit besiedelt war. Erstmals urkundlich erwähnt wird die Ortschaft im Jahre 967 unter dem Namen Marciaco. Seit dem 10. Jahrhundert war Mercey Mittelpunkt einer Pfarrei. Es gehörte einerseits zum Domkapitel von Besançon, andererseits hatte auch die Herrschaft Étrabonne Güterbesitz auf dem Gemeindegebiet. Zusammen mit der Franche-Comté gelangte das Dorf mit dem Frieden von Nimwegen 1678 definitiv an Frankreich. Bis Ende des 19. Jahrhunderts trug die Gemeinde den Namen Le Grand-Mercey. Zu einer Gebietsveränderung kam es 1973, als die vorher eigenständige Gemeinde Cottier mit Mercey-le-Grand fusioniert wurde.

## Sehenswürdigkeiten

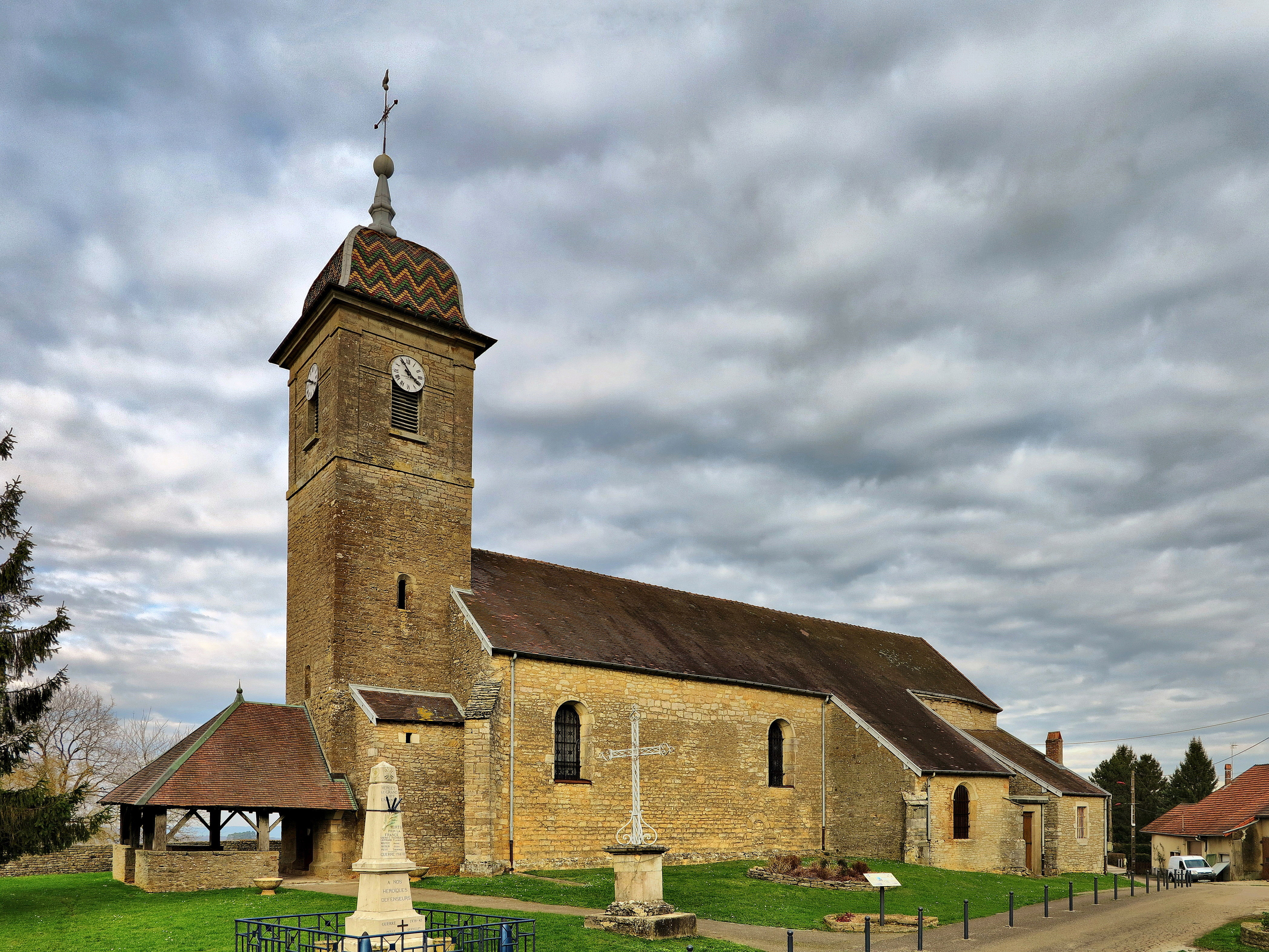
Kirche Saint-Martin

Die Kirche Saint-Martin geht auf das 12. Jahrhundert zurück und wurde im Lauf der Zeit mehrfach restauriert und umgestaltet (letztmals im 18. Jahrhundert). Aus dem 13. Jahrhundert stammt der Glockenturm. Der Chorraum öffnet sich zu zwei Seitenkapellen (17. Jahrhundert). Die Kirche besitzt eine wertvolle Ausstattung.

## Bevölkerung
| Jahr                       | 1962 | 1968 | 1975 | 1982 | 1990 | 1999 | 2016 |
| Einwohner                  | 176  | 161  | 213  | 338  | 366  | 408  | 538  |
| Quellen: Cassini und INSEE |      |      |      |      |      |      |      |

Mit 531 Einwohnern (Stand 1. Januar 2022) gehört Mercey-le-Grand zu den kleinen Gemeinden des Départements Doubs. Nachdem die Einwohnerzahl in der ersten Hälfte des 20. Jahrhunderts deutlich abgenommen hatte (1886 wurden noch 252 Personen gezählt), wurde seit Beginn der 1970er Jahre ein kontinuierliches Bevölkerungswachstum verzeichnet. Seither hat sich die Einwohnerzahl etwa verdoppelt.

## Wirtschaft und Infrastruktur
Mercey-le-Grand war bis weit ins 20. Jahrhundert hinein ein vorwiegend durch die Landwirtschaft (Ackerbau, Obstbau und Viehzucht) und die Forstwirtschaft geprägtes Dorf. Daneben gibt es heute einige Betriebe des lokalen Kleingewerbes. Mittlerweile hat sich das Dorf auch zu einer Wohngemeinde gewandelt. Viele Erwerbstätige sind Wegpendler, die in der Agglomeration Besançon ihrer Arbeit nachgehen.
Die Ortschaft liegt abseits der größeren Durchgangsstraßen an einer Departementsstraße, die von Saint-Vit nach Taxenne führt. Der nächste Anschluss an die Autobahn A36 befindet sich in einer Entfernung von ungefähr acht Kilometern. Weitere Straßenverbindungen bestehen mit Gendrey, Étrabonne, Lantenne-Vertière und Le Petit-Mercey.